# Atheens leger

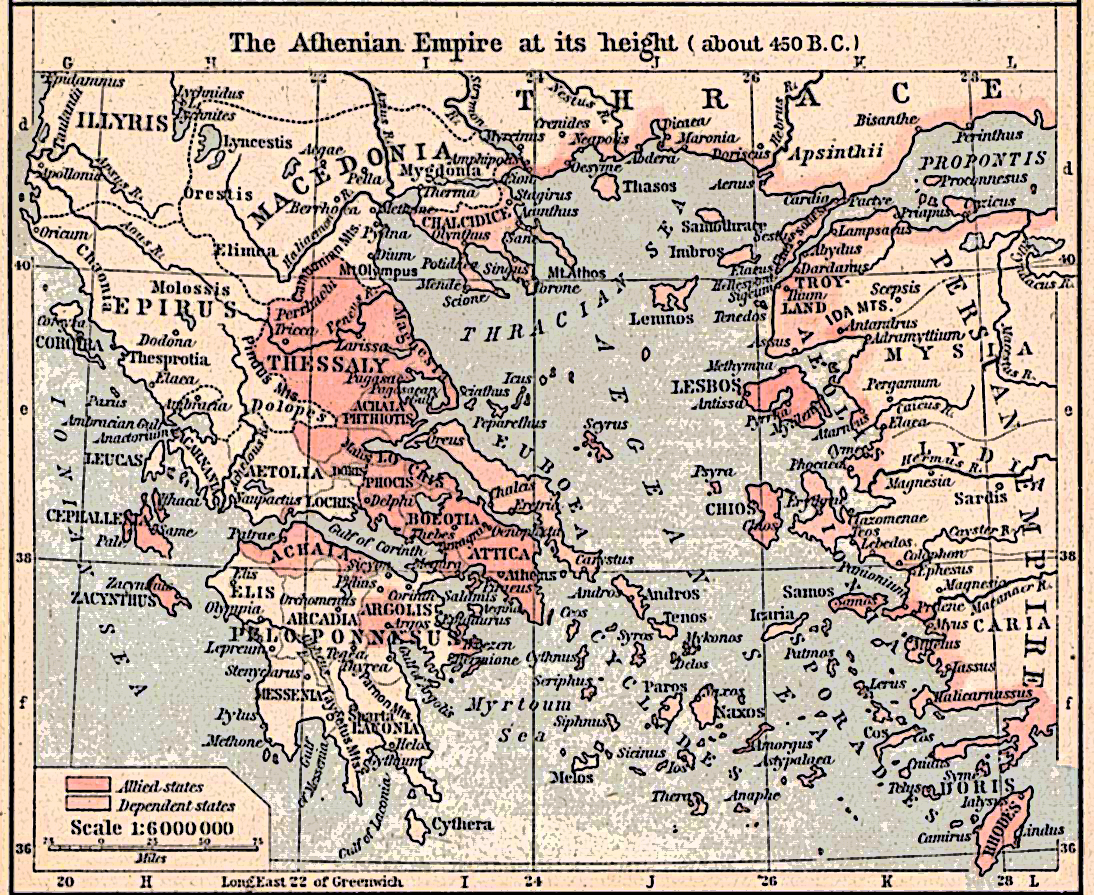
Atheense rijk in 450 v.Chr.

Het Atheense leger betreft het leger van Athene uit de Oudheid.
Het Atheense leger was als volgt georganiseerd. Jaarlijks werden er tien strategoi (generaals, admiraals en oorlogministers) gekozen. Tijdens een algemene mobilisatie werden er rekruten opgeroepen, oudere mannen moesten in het garnizoen onder andere de stadsmuren bewaken en zo hun dienstplicht vervullen. De jongere mannen kregen een militaire training en moesten voor acht maanden op zee bij de Atheense vloot dienen. Perikles, beweerde in 431 v.Chr. dat het Atheense leger uit 12.000 hoplieten bestond.
De organisatie van het Atheense leger was verdeeld in tien taxiarchoi (bataljons) onder bevel van een taxiarch en telde ongeveer 600 man. Daarna was het onderverdeeld in vier lochoi (compagnies) onder bevel van een lochagoi en telde ongeveer 100 man. De cavalerie bestond uit tien phylarchoi onder bevel van een hippargoi. Het legercommando stond onder bevel van tien generaals en die zorgden
ervoor dat er in de rangen van het Atheense leger, vaak onrust en miscommunicatie heerste. Vooral tijdens de Griekse strafexpedities in de Peloponnesische Oorlog.